# Rhynchitinae
Sous-famille
Les Rhynchitinae sont une sous-famille d'insectes coléoptères appartenant à la famille des Rhynchitidae selon Faunaeur ou des Attelabidae selon ITIS.

Ils sont appelés, entre autres, charançons, cigariers ou rhynchites. Leur classification est très variable selon les sources.

## Liste des tribus
- Auletini Desbrochers, 1908
- Auletorhinini Voss, 1935
- Byctiscini Voss, 1923
- Deporaini Voss, 1929
- Rhinocartini Voss, 1931
- Rhynchitallini Voss, 1960
- Rhynchitini Gistel, 1848

## Liste de genres
Selon ITIS
- Auletobius Desbrochers, 1869
- Deporaus Samouelle, 1819
- Eugnamptus Schönherr, 1839
- Haplorhynchites Voss, 1924
- Involvulus Schrank, 1798
- Merhynchites Sharp, 1889
- Pselaphorhynchites Schilsky, 1903
- Pterocolus Say, 1831
- Rhynchites Schneider, 1791

## Liste de genres et espèces
Selon NCBI
- Auletes Schoenherr, 1826
  - Auletes nebulosus
- Auletobius Desbrochers, 1869
  - Auletobius cassandrae
- Caenorhinus
  - Caenorhinus aequatus
- Deporaus Samouelle, 1819
  - Deporaus betulae
- Lasiorhynchites Jekel, 1860
  - Lasiorhynchites cavifrons

- Merhynchites Sharp, 1889
  - Merhynchites bicolor
- Neocoenorrhinus Voss, 1952
  - Neocoenorrhinus sp. TJH-2004
- Rhynchites Schneider, 1791
  - Rhynchites aequatus  - ancien nom du Rhynchite rouge du pommier
  - Rhynchites coeruleus

## Liste de tribus, genres et espèces
Selon Fauna Europaea
- Tribu Auletini
  - genre Auletes Schoenherr, 1826
    - Auletes tubicen
    - Auletes wagenblasti

  - genre Auletobius Desbrochers, 1869
    - sous-genre Aletinus
      - Aletinus maculipennis

    - sous-genre Auletobius
      - Auletobius convexifrons
      - Auletobius cylindricollis
      - Auletobius maderensis
      - Auletobius maroccanus
      - Auletobius sanguisorbae

    - sous-genre Eomesauletes
      - Eomesauletes politus

    - sous-genre Mesauletobius
      - Mesauletobius pubescens
- Tribu Byctiscini
  - genre Byctiscus
    - Byctiscus betulae - Rhynchite du bouleau[4] ou cigarier[5],[6] dit encore  attelabe[6], bêche[6], cunche[6], urbec[6], liset[6] ou lisette[6], le plus commun.
    - Byctiscus populi
- Tribu Deporaini
  - Sous-tribu Chonostropheina
    - genre Chonostropheus Prell, 1924
      - Chonostropheus seminiger
      - Chonostropheus tristis

  - Sous-tribu Deporaina
    - genre Deporaus
      - sous-genre Caenorhinus
        - Caenorhinus mannerheimii

      - sous-genre Deporaus
        - Deporaus betulae
- Tribu Rhynchitini
  - Sous-tribu Rhynchitina
    - genre Haplorhynchites Voss, 1924
      - sous-genre Haplorhynchites
        - Haplorhynchites pubescens

      - sous-genre Teretriorhynchites
        - Teretriorhynchites caeruleus

    - genre Involvulus Schrank, 1798
      - sous-genre Involvulus
        - Involvulus aethiops
        - Involvulus cupreus

    - genre Lasiorhynchites
      - sous-genre Coccygorrhynchites
        - Coccygorrhynchites sericeus

      - sous-genre Lasiorhynchites
        - Lasiorhynchites cavifrons
        - Lasiorhynchites graecus
        - Lasiorhynchites olivaceus
        - Lasiorhynchites praeustus
        - Lasiorhynchites syriacus
        - Lasiorhynchites vaucheri

      - sous-genre Stenorhynchites
        - Stenorhynchites coeruleocephalus

    - genre Mecorhis Billberg, 1820
      -         - Mecorhis ungarica

    - genre Neocoenorrhinus
      - Neocoenorrhinus abeillei
      - Neocoenorrhinus aeneovirens
      - Neocoenorrhinus cribrum
      - Neocoenorrhinus germanicus
      - Neocoenorrhinus interpunctatus
      - Neocoenorrhinus pauxillus
      - Neocoenorrhinus pseudocribrum

    - genre Rhodocyrtus Alonso-Zarazaga & Lyal 1999 
      - Rhodocyrtus cribripennis

    - genre Rhynchites
      - sous-genre Epirhynchites
        - Epirhynchites auratus
        - Epirhynchites giganteus
        - Epirhynchites lenaeus
        - Epirhynchites smyrnensis
        - Epirhynchites trojanus

      - sous-genre Perrhynchites
        - Perrhynchites aereipennis
        - Perrhynchites bellus
        - Perrhynchites lodosi

      - sous-genre Prorhynchites
        - Prorhynchites purpureipennis

      - sous-genre Rhynchites
        - Rhynchites bacchus - Rhynchite bacchus
        - Rhynchites hajastanicus

    - genre Tatianaerhynchites Legalov, 2002
      - Tatianaerhynchites aequatus - Rhynchite rouge du pommier (syn. ancien : Rhynchites aequatus)

    - genre Temnocerus Thunberg, 1815 
      - Temnocerus longiceps
      - Temnocerus nanus
      - Temnocerus tomentosus